# خصيل دشت (كجيد)
خصیل دشت (بالفارسية: خصیل دشت) هي قرية تقع في إيران في قسم كجيد الريفي.